# 2MASS J00531899-3631102
2MASS J00531899-3631102 ist ein Brauner Zwerg im Sternbild Bildhauer. Er wurde 2008 von J. Davy Kirkpatrick et al. entdeckt.
2MASS J00531899-3631102 gehört der Spektralklasse L3,5 an.